# Orliaguet
Orliaguet (okzitanisch Orlhaguet) ist eine aus einem Hauptort und mehreren Einzelgehöften bestehende ehemalige Gemeinde mit 131 Einwohnern (Stand: 1. Januar 2022) im Südosten des südfranzösischen Départements Dordogne in der Region Nouvelle-Aquitaine in der alten Kulturlandschaft des Périgord.
Der Erlass vom 1. Oktober 2021 legte mit Wirkung zum 1. Januar 2022 die Eingliederung von Orliaguet als Commune déléguée zusammen mit den früheren Gemeinden Peyrillac-et-Millac und Cazoulès zur neuen Commune nouvelle Pechs-de-l’Espérance fest.

## Lage
Orliaguet liegt am östlichen Rand des Départements zum benachbarten Département Lot gut 12 km östlich der Stadt Sarlat-la-Canéda und ca. 60 km südöstlich von Périgueux in einer Höhe von ca. 135 m ü. d. M. Das Klima ist gemäßigt und wird gleichermaßen vom Atlantik wie von den Bergen des Zentralmassivs beeinflusst; Regen fällt übers ganze Jahr verteilt.
Umgeben wird Orliaguet von den Nachbargemeinden und einer Commune déléguée:
|           | Salignac-Eyvigues                           |                                        |
| Simeyrols | Kompassrose, die auf Nachbargemeinden zeigt |                                        |
| Carlux    |                                             | Peyrillac-et-Millac (Commune déléguée) |

## Bevölkerungsentwicklung
| Jahr      | 1800 | 1851 | 1901 | 1954 | 1999 | 2014 |
| Einwohner | 281  | 282  | 259  | 97   | 90   | 100  |

Der kontinuierliche Bevölkerungsrückgang seit der zweiten Hälfte des 19. Jahrhunderts ist im Wesentlichen auf die Reblauskrise im Weinbau und die zunehmende Mechanisierung der Landwirtschaft sowie den jeweils damit einhergehenden Verlust an Arbeitsplätzen zurückzuführen. 

## Wirtschaft
Die Bewohner der Gemeinde lebten jahrhundertelang als Selbstversorger von den Erträgen ihrer Felder und Gärten; daneben wurden auch Viehzucht, ein wenig Weinbau und die Anpflanzung von Esskastanien und Nussbäumen betrieben. Im Ort selbst siedelten Handwerker, Kleinhändler und Dienstleister. Seit den 1960er Jahren werden einige der leerstehenden Häuser als Ferienwohnungen (gîtes) genutzt. Auch die Forstwirtschaft spielt eine wichtige Rolle im Wirtschaftsleben der Gemeinde.

## Geschichte
Auf dem Gemeindegebiet wurden Zeugnisse aus der Jungsteinzeit gefunden. 
Die romanische Kirche ist das Werk von Mönchen einer benachbarten Abtei; somit ist der Bau wahrscheinlich als ehemalige Prioratskirche anzusehen. 
Ob der Ort während des Hundertjährigen Krieges (1337–1453) oder in der Zeit der Hugenottenkriege (1562–1598) in Mitleidenschaft gezogen wurde, ist unklar.

## Sehenswürdigkeiten
- Pfarrkirche St-Étienne

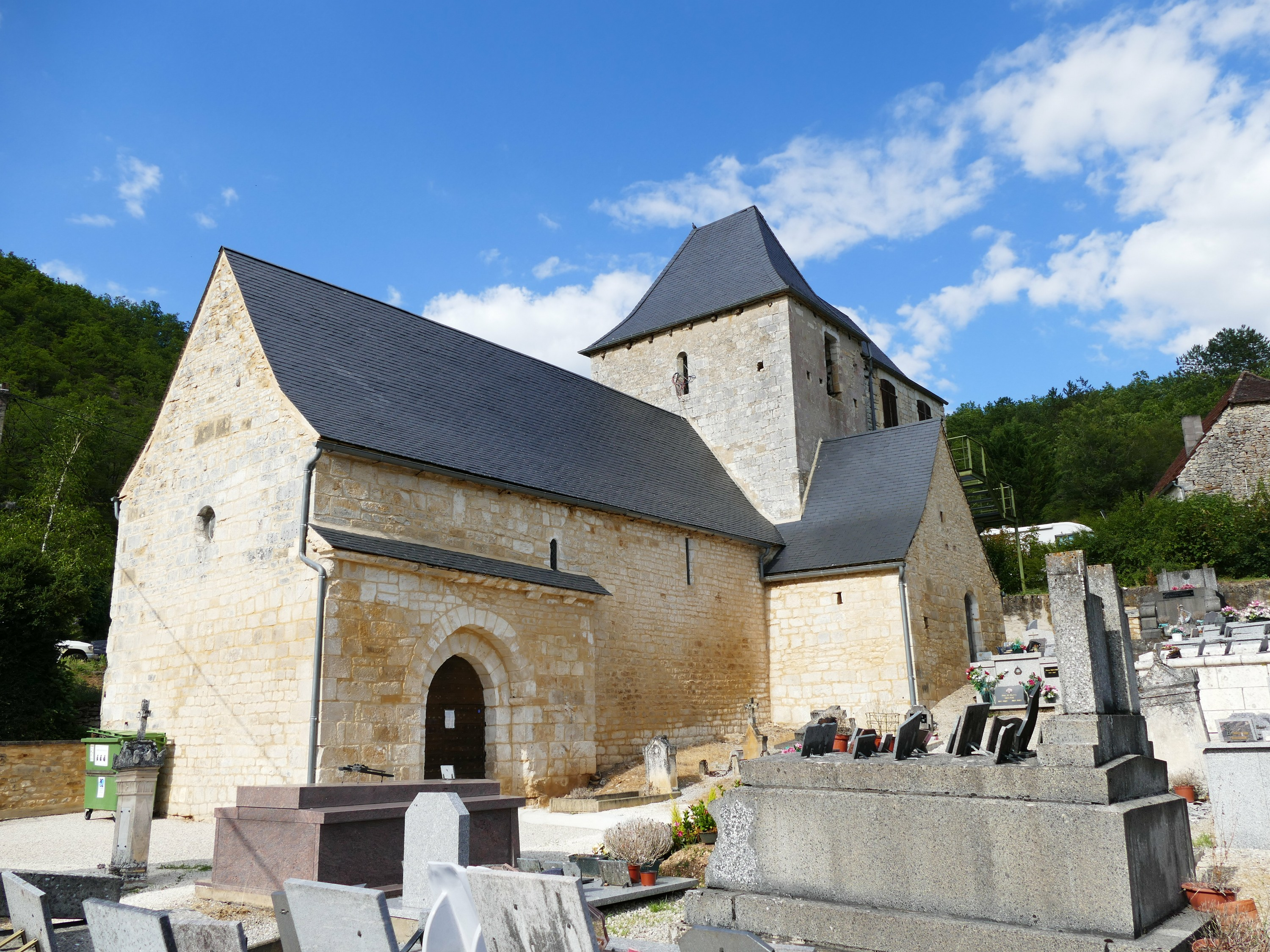
Kirche und Friedhof

- Eine Natursteinhütte (borie) beim Ort ist eine neuzeitliche Rekonstruktion; der Bau diente ursprünglich wahrscheinlich zur Bewachung eines Weinfeldes vor und während der Weinlese.